# Laban Moiben

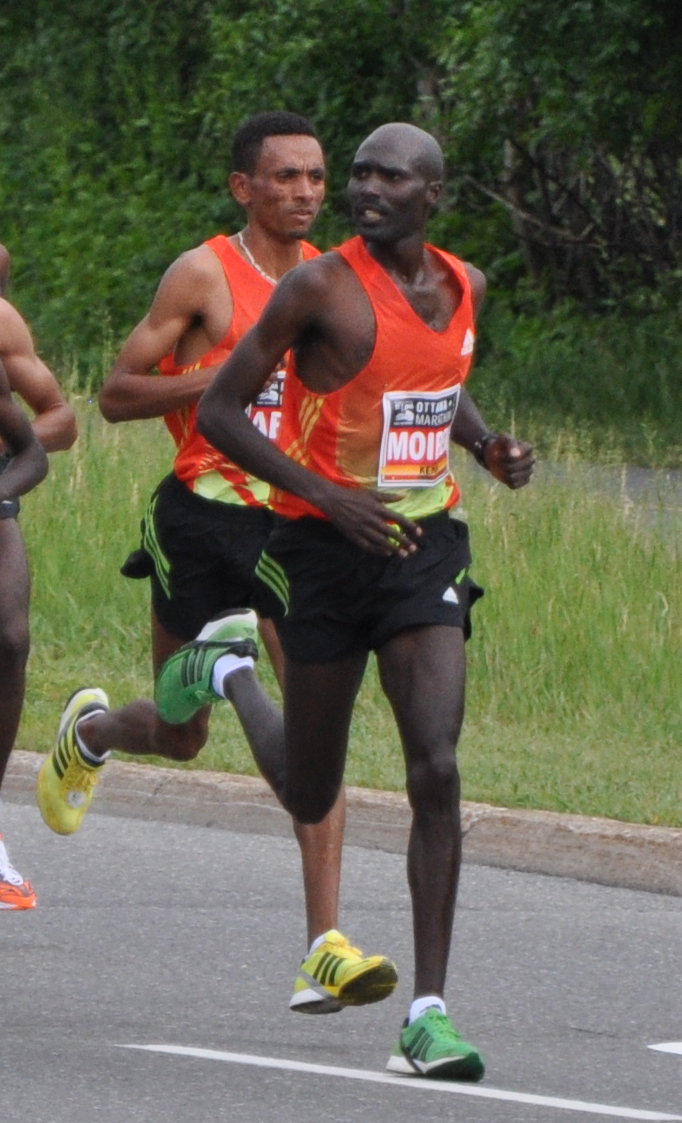
Laban Moiben 2012 in Ottawa

Laban Moiben (* 1983) ist ein kenianischer Marathonläufer.
2006 wurde er Fünfter beim Toronto Waterfront Marathon. Im Jahr darauf wurde er Zweiter beim Country Music Marathon und siegte beim Montreal-Marathon und beim California International Marathon. 2008 folgte einem Sieg beim Los-Angeles-Marathon ein achter Platz beim Rock ’n’ Roll Marathon, 2009 wurde er Vierter beim Ottawa-Marathon und Zweiter beim San-Antonio-Marathon. 
2010 verbesserte er als Zweiter in Ottawa seinen persönlichen Rekord um mehr als vier Minuten auf 2:09:44 h. Im Herbst kam er beim Chicago-Marathon auf den siebten Platz. In der darauffolgenden Saison gelang ihm nach einem dritten Platz in Los Angeles ein Sieg in Ottawa. 2012 gewann er den Mumbai-Marathon und verteidigte seinen Titel in Ottawa.